# José María Arrillaga de la Vega

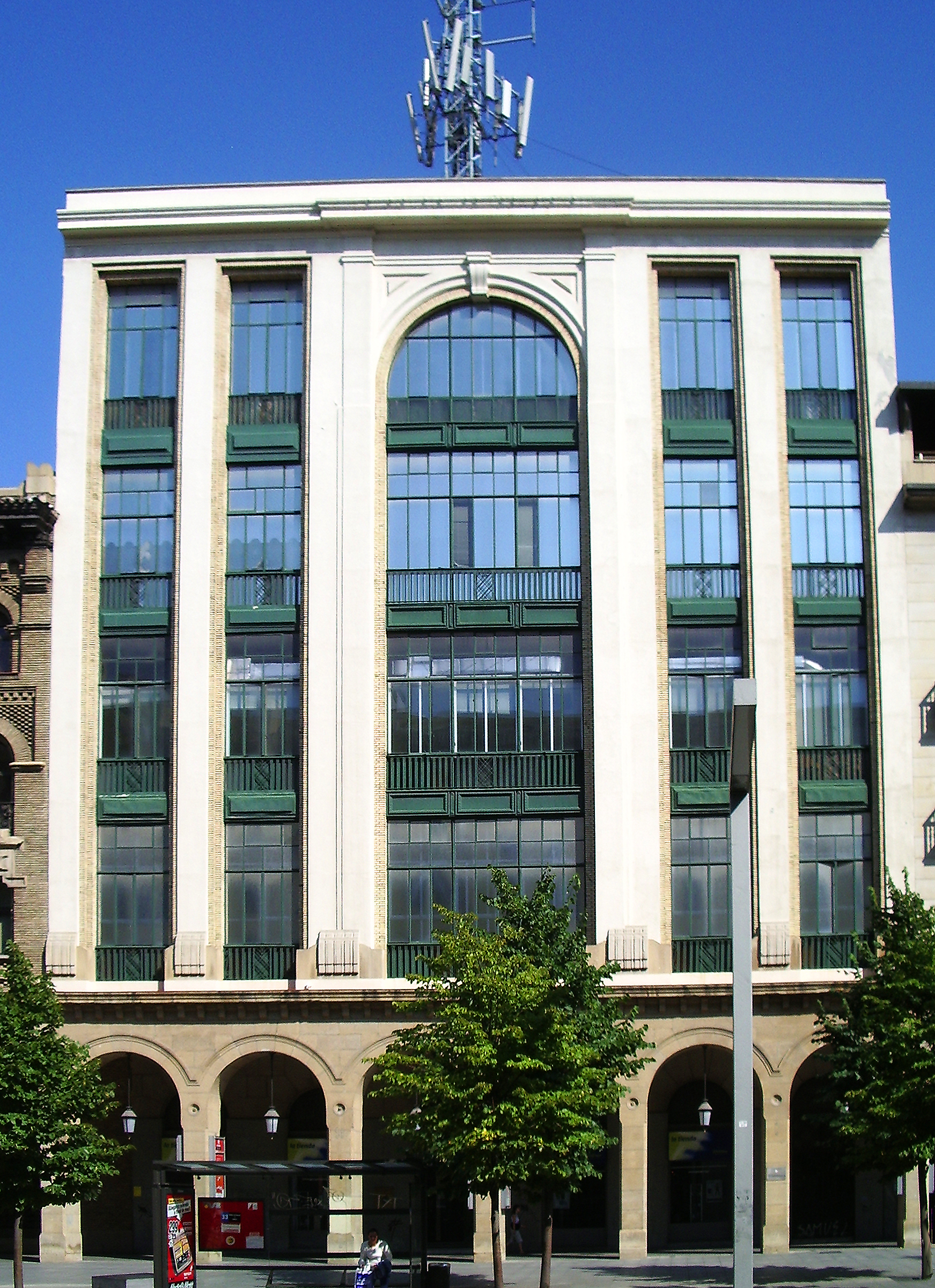
Edificio de Telefónica en Zaragoza.

José María Arrillaga de la Vega (Madrid, 16 de febrero de 1901 - Torremolinos, Málaga el 14 de noviembre de 1978) fue un arquitecto español de origen vasco que desarrolló su actividad, principalmente, en Madrid y Guipúzcoa.  

## Biografía
Fue uno de los precursores del arquitectura racionalista en Madrid. Algunos autores lo incluyen en la denominada generación del 25.Participó activamente en la creación de los Colegios de Arquitectos, ocupando el cargo de Secretario en la primera Junta del Colegio Oficial de Arquitectos de Madrid y en la última Junta de la Sociedad Central de Arquitectos. 
Al terminar la guerra civil española fue inhabilitado como consecuencia del proceso de depuración de responsabilidades políticas impulsado por el régimen franquista.
Hermano del ingeniero de caminos, canales y puertos Andrés Arrillaga de la Vega. Colaboró con Ignacio de Cárdenas Pastor en la realización de algunas centrales telefónicas, entre ellas el de Telefónica en la Gran Vía y el de Telefónica en Zaragoza. Colaboró también con Germán Tejero de la Torre (1901-1968) en la realización de edificios de viviendas en Madrid. 